# 乌云河
乌云河，位于中华人民共和国黑龙江省北部，是黑龙江右岸的一条支流。河名源自满语“九”（转写：uyun）。乌云河上游称美丰河，发源于逊克县东部宝山乡青松村东南的乌云山东南麓，向南流经翠峰林场后成为逊克县和汤旺县界河，东流至汤旺县乌伊岭林业局美峰林场后转东北流，至永胜经营所又转东流，成为汤旺县和嘉荫县界河，经汤旺县英雄岭农场、嘉荫县牧羊场、红石水电站，于嘉荫农场五队以西转北流，经青山村、良种场，于建江村以北汇入黑龙江。河流全长123千米，河道平均比降2.85‰，流域面积2949平方千米，多年平均流量12.4立方米每秒，年均径流量5.4亿立方米。乌云河属于典型的山溪性河流。乌云河流域森林植被茂密，土壤肥沃，动植物资源丰富。